# Kodara (Doumbala)
Pour les articles homonymes, voir Kodara.
Kodara est une commune située dans le département de Doumbala de la province de Kossi au Burkina Faso.